# 카탈리나 로레나가
카탈리나 로레나가(Catalina Larranaga, 1969년 11월 27일 ~ )는 미국의 텔레비전 배우, 배우, 포르노 배우이다.
엘패소에서 태어났다.

## 영화
- 책처럼 당신을 읽다 (2006년) - 지나 역
- 노출증에 관한 기록 (2002년)
- 벌거벗은 증인 (2002년)
- 헐리우드 섹스 판타지 (2001년)
- 다운 엔젤 (2001년)
- 예견된 폭로 (1997년)